# Tam Anh
Tam Anh là một xã thuộc thành phố Đà Nẵng, Việt Nam.

## Địa lý
Xã Tam Anh có vị trí địa lý:
- Phía đông giáp xã Tam Hòa
- Phía tây giáp xã Tam Thạnh
- Phía nam giáp xã Tam Hiệp
- Phía bắc giáp xã Tam Anh Bắc.

Xã Tam Anh có diện tích 21,91 km², dân số năm 2019 là 9.621 người, mật độ dân số đạt 439 người/km².

## Hành chính
Xã Tam Anh được chia thành 6 thôn: Mỹ Sơn, Nam Định, Diêm Phổ, Tiên Xuân 1, Tiên Xuân 2, Xuân Ngọc.